# Encore, Inc.
WD Encore Software, LLC ("Encore") är en Minnesota-baserad programvaruutgivare som fokuserar på försäljning, distribution och mjukvaruutveckling inom detaljhandeln.